# Zagreb Open 2021
Lo Zagreb Open 2021 è stato un torneo maschile di tennis giocato sulla terra rossa. È stata la 17ª edizione del torneo e faceva parte della categoria Challenger 80 nell'ambito dell'ATP Challenger Tour 2021. Si è giocato al Maksimir tennis centre di Zagabria, in Croazia, dal 10 al 16 maggio 2021.
Le precedenti 16 edizioni sono state giocate dal 1996 al 2011 allo Športski Park Mladost di Zagabria, sempre su campi in terra rossa. Dal 2012 al 2020 il torneo non si è tenuto ed è stato reinserito nel circuito per questa edizione del 2021.

## Partecipanti

### Teste di serie
| Nazionalità          | Giocatore         | Ranking* | Testa di serie |
| -------------------- | ----------------- | -------- | -------------- |
| Argentina            | Federico Coria    | 92       | 1              |
| Spagna               | Pedro Martínez    | 95       | 2              |
| Giappone             | Yūichi Sugita     | 108      | 3              |
| Slovacchia           | Andrej Martin     | 109      | 4              |
| Giappone             | Yasutaka Uchiyama | 110      | 5              |
| Portogallo           | Pedro Sousa       | 113      | 6              |
| Francia              | Benjamin Bonzi    | 115      | 7              |
| Bosnia ed Erzegovina | Damir Džumhur     | 118      | 8              |

- Ranking al 3 maggio 2021.

### Altri partecipanti
I seguenti giocatori hanno ricevuto una wild card:
- Borna Gojo
- Nino Serdarušić
- Antun Vidak

I seguenti giocatori sono entrati nel tabellone principale come alternate:
- Dmitrij Popko

I seguenti giocatori sono passati dalle qualificazioni:
- Sebastián Báez
- Marcelo Tomás Barrios Vera
- Ernests Gulbis
- Ramkumar Ramanathan

## Punti e montepremi
| Torneo    | Torneo              | V     | F     | SF    | QF    | 2T  | 1T  | Q | Q2  | Q1  |
| Singolare | Punti               | 80    | 48    | 29    | 15    | 7   | 0   | 4 | 1   | 0   |
| Singolare | Premi in denaro (€) | 6 190 | 3 650 | 2 160 | 1 260 | 730 | 450 | – | 225 | 115 |
| Doppio    | Punti               | 80    | 48    | 29    | 15    | –   | 0   | – | –   | –   |
| Doppio    | Premi in denaro (€) | 2 670 | 1 550 | 930   | 550   | –   | 310 | – | –   | –   |

## Campioni

### Singolare
In finale  Sebastián Báez ha sconfitto  Juan Pablo Varillas con il punteggio di 3–6, 6–3, 6–1.

### Doppio
In finale  Evan King /  Hunter Reese hanno sconfitto  Andrej Golubev /  Oleksandr Nedovjesov con il punteggio di 6–2, 7–6(4)